# Глостер Гуан
Глостер Гуан (енгл. Gloster Guan) је једноседи ловачки авион направљен у Уједињеном Краљевству. Авион је први пут полетео 1926. године. 

Због проблема са турбопуњачем, направљена су само три прототипа.
Највећа брзина авиона при хоризонталном лету је износила 282 km/h.
Распон крила авиона је био 9,70 метара, а дужина трупа 6,70 метара. Празан авион је имао масу од 1348 килограма. Нормална полетна маса износила је око 1725 килограма. Био је наоружан са два предња митраљеза калибра 7,7 милиметара типа Викерс.

## Наоружање
| Наоружање авиона: Глостер Гуан |     |
| Ватрено (стрељачко) наоружање  |     |
| Топ                            |     |
| Митраљез                       |     |
| Број и ознака митраљеза        | 2   |
| Калибар                        | 7,7 |
| Бомбардерско наоружање (бомбе) |     |
| Ракетно наоружање (ракете)     |     |